# It's a Beautiful Day
It's a Beautiful Day var en amerikansk rockgrupp från San Francisco, Kalifornien som bildades 1967. Gruppen leddes av sångaren och violinisten David LaFlamme. De hade listnoterade album på Billboard 200-listan men nådde aldrig samma kommersiella framgång som flera andra band från Kalifornien under 1960-talet. De blandade flera musikstilar och fick en unik ljudbild tack vare sitt prominenta användande av violin, men allmänt brukar de klassas som en psykedelisk grupp.
Gruppen bestod från början av LaFlamme, hans fru Linda LaFlamme (keyboard), Pattie Santos (sång), Mitchell Holman (basgitarr), Hal Wagenet (gitarr), och Val Fuentes (trummor). De singeldebuterade 1968 och albumdebuterade 1969 med ett självbetitlat album. Det innehåller även deras kändaste låt "White Bird". På albumet fanns också den instrumentala låten "Bombay Calling", som delvis "lånades" till Deep Purple-låten "Child in Time". 1970 hade Linda LaFlamme lämnat gruppen (och skiljt sig från David) och var ersatt av Fred Webb. 1970 släpptes gruppens andra album Marrying Maiden vilket blev deras framgångsrikaste kommersiellt sett. Jerry Garcia medverkade på två av albumets spår. Efter ytterligare två album upplöstes gruppen 1974. David LaFlamme spelade 1976 in en egen version av "White Bird" som gick in på Billboard Hot 100. Han återförenade bandet med den gamla trummisen Val Fuentes och nya medlemmar 1997.

## Diskografi
Studioalbum
- It's a Beautiful Day, 1969
- Marrying Maiden, 1970
- Choice Quality Stuff/Anytime, 1971
- At Carnegie Hall, 1972
- It's a Beautiful Day...Today, 1973
- Creed of Love, 1999
- Beyond Dreams (David LaFlamme soloalbum), 2013

Samlingsalbum
- 1,001 Nights, 1974
- It's a Beautiful Day/Marrying Maiden, 1999
- Collector's Box Set [Blue], 2008
- Collector's Box Set [Red], 2008
- Collector's Box Set [Mahogany], 2008
- Live at the Fillmore '68, 2013

Singlar
- "Bulgaria" / "Aquarian Dream", 1968
- "White Bird" / "Wasted Union Blues", 1969
- "Soapstone Mountain" / "Good Lovin' ", 1970
- "The Dolphins" / "Do You Remember the Sun" 1970
- "Anytime" / "Oranges and Apples", 1972
- "White Bird" (live) / "Wasted Union Blues" (live), 1973
- "Ain't That Lovin' You Baby" / "Time" 1973